# Giovanni Ribisi
Antonino Giovanni Ribisi (Los Angeles, Kalifornia, 1974. december 17. –) amerikai színész.

## Élete
Amerikai-olasz családban nőtt fel Kaliforniában. Édesanyja Gay Landrum ügynök és író. Édesapja Albert Anthony Ribisi zenész. Ribisi-nek két lánytestvére van. Az egyik közülük az ikertestvére Marissa Ribisi, aki maga is színésznő. A másik nővére Gina, szinkronszínészként dolgozik. Ribisi dédapja Szicíliában élt és farmerként kereste kenyerét. Ribisi 1997-ben vette feleségül Mariah O'Brien színésznőt. Házasságukból egy kislány született, aki a Lucia nevet kapta Ribisi kedvenc Donizetti operája nyomán. Házassága 2001-ben ért véget. Ribisi aktív szcientológus, 2005-ben ő volt a műsorvezetője a Pszichiátria: A Halálipar Múzeum gálának. Ikertestvére, Marissa Ribisi is aktív tagja az egyháznak, aki az amerikai rockzenész, Beck felesége.

## Karrierje
Ribisi a televízióban kezdte karrierjét többek között szerepelt a The New Leave It to Beaverben, A rém rendes családban, A csodálatos években és a Két apában. Az igazi áttörést az X-akták jelentette amelyben kiemelkedő alakításával felhívta magára a figyelmet. Ennek köszönhetően visszatérő szereplő lett a Jóbarátok sorozatban, amelyben Lisa Kudrow habokós öccsét Franket játszotta. Ezután a filmszerepek is megtalálták. Olyan sztárokkal játszhatott együtt, mint Cate Blanchett, Juliette Lewis, Angelina Jolie, Nicolas Cage vagy Bruce Willis. Legújabb filmjében a Közellenségekben pedig Johnny Depp partnereként láthatjuk. Amerikában a legjobb karakterszínészek között tartják számon. Nem véletlen, hogy Steven Spielberg és James Cameron egyik kedvence. Kollégái is szeretnek vele együtt dolgozni Cate Blanchett a kedvenc partnerének nevezte. 2007-ben visszatért a televízió világába és vendégszereplőként tűnt fel A nevem Earl című sorozatban, alakításáért Emmy-díjra jelölték.

## Filmográfia

### Film
| Év   | Magyar cím                            | Eredeti cím                           | Szerep                    | Magyar hang         |
| ---- | ------------------------------------- | ------------------------------------- | ------------------------- | ------------------- |
| 1995 | Agyhasadás                            | Mind Ripper                           | Scott Stockton            | Szűcs Sándor        |
| 1996 | A sír                                 | The Grave                             | Wex                       |                     |
| 1996 | Nyomul a banda                        | That Thing You Do!                    | Chad                      | Holl Nándor         |
| 1996 | Naplopók                              | SubUrbia                              | Jeff                      | Boros Zoltán        |
| 1997 | Lost Highway – Útvesztőben            | Lost Highway                          | Steve V.                  | Fesztbaum Béla      |
| 1997 |                                       | First Love, Last Rites                | Joey                      |                     |
| 1997 | A jövő hírnöke                        | The Postman                           | 20-as bandita             | Mikula Sándor       |
| 1998 | Minden csak a szex                    | Some Girl                             | Jason                     |                     |
| 1998 | Zsaruszerencse                        | Phoenix                               | Joey Schneider            | Csőre Gábor         |
| 1998 | Ryan közlegény megmentése             | Saving Private Ryan                   | Irwin Wade közlegény      | Csőre Gábor         |
| 1999 | Carla új élete                        | The Other Sister                      | Daniel McMahon            | Kálloy Molnár Péter |
| 1999 | Drogosztag                            | The Mod Squad                         | Peter                     | Csőre Gábor         |
| 1999 | Öngyilkos szüzek                      | The Virgin Suicides                   | narrátor (hangja)         |                     |
| 1999 | A hangos revolverek városa            | It's the Rage                         | Sidney                    | Szokol Péter        |
| 2000 | Brókerarcok                           | Boiler Room                           | Seth Davis                | Seszták Szabolcs    |
| 2000 | Tolvajtempó                           | Gone in 60 Seconds                    | Kip Raines                | Kálloy Molnár Péter |
| 2000 | Rossz álmok                           | The Gift                              | Buddy Cole                | Kálloy Molnár Péter |
| 2001 | Spencer szerint                       | According to Spencer                  | Louis                     |                     |
| 2002 | A gyilkosok is a mennyországba mennek | Heaven                                | Filippo                   | Szabó Máté          |
| 2003 | Az utolsó akkord                      | Masked and Anonymous                  | katona                    |                     |
| 2003 | Kiképzőtábor                          | Basic                                 | Kendall                   | Kálloy Molnár Péter |
| 2003 | Elveszett jelentés                    | Lost in Translation                   | John                      | Barát Attila        |
| 2003 | Végzetes rajongás                     | I Love Your Work                      | Gray Evans                |                     |
| 2003 | Hideghegy                             | Cold Mountain                         | Junior                    | Takátsy Péter       |
| 2004 | Hamis szerelem                        | Love's Brother                        | Angelo Donnini            | Fekete Zoltán       |
| 2004 | Sky kapitány és a holnap világa       | Sky Captain and the World of Tomorrow | Dexter "Dex" Dearborn     | Csőre Gábor         |
| 2004 | A Főnix útja                          | Flight of the Phoenix                 | Elliott                   | Lippai László       |
| 2005 | A nagy fehérség                       | The Big White                         | Ted                       | Seszták Szabolcs    |
| 2006 | Véres utcák                           | 10th & Wolf                           | Joey                      | Görög László        |
| 2006 |                                       | The Dog Problem                       | Solo                      |                     |
| 2006 | A halott lány                         | The Dead Girl                         | Rudy                      | Szabó Máté          |
| 2007 | Vadidegen                             | Perfect Stranger                      | Miles Haley               | Rába Roland         |
| 2007 | Kertész az édenkertben                | Gardener of Eden                      | Vic                       |                     |
| 2008 | Mesél az erdő 2.                      | Spirit of the Forest                  | Cebolo (angol szinkron)   |                     |
| 2009 | Szex a neten                          | Middle Men                            | Wayne Beering             | Szabó Máté          |
| 2009 | Közellenségek                         | Public Enemies                        | Alvin Karpis              | Markovics Tamás     |
| 2009 | Avatar                                | Avatar                                | Parker Selfridge          | Rajkai Zoltán       |
| 2011 | Rumnapló                              | The Rum Diary                         | Moburg                    | Csőre Gábor         |
| 2012 | Csempészek                            | Contraband                            | Tim Briggs                | Csőre Gábor         |
| 2012 | Sose bízz a szomszédodban!            | Columbus Circle                       | Frank Giardello nyomozó   | Hujber Ferenc       |
| 2012 | Ted                                   | Ted                                   | Donny                     | Elek Ferenc         |
| 2013 | Gengszterosztag                       | Gangster Squad                        | Conway Keeler rendőrtiszt | Csőre Gábor         |
| 2014 | Hogyan rohanj a veszTEDbe             | A Million Ways to Die in the West     | Edward                    | Elek Ferenc         |
| 2014 | Selma                                 | Selma                                 | Lee C. White              |                     |
| 2015 |                                       | Results                               | Paul                      |                     |
| 2015 | Lehull az éj                          | Meadowland                            | Tim                       | Zámbori Soma        |
| 2015 | Ted 2.                                | Ted 2                                 | Donny                     | Elek Ferenc         |
| 2015 |                                       | Papa: Hemingway in Cuba               | Ed Myers                  |                     |
| 2016 |                                       | The Bad Batch                         | Bobby                     |                     |
| 2018 | Millió darabra törve                  | A Million Little Pieces               | John                      | Csőre Gábor         |
| 2022 | Avatar: A víz útja                    | Avatar: The Way of Water              | Parker Selfridge          | Rajkai Zoltán       |
| 2025 | Avatar 3.                             | Avatar 3                              | Parker Selfridge          |                     |